# إشكاوند
إشكاوند هي قرية في مقاطعة أصفهان، إيران. عدد سكان هذه القرية هو 2,557 في سنة 2006.